# Kineski čajevac
Kineski čajevac (lat. Camellia sinensis), korisni vazdazeleni grm iz porodice čajevki čija je postojbina jugoistočna i južna-središnja Kina. Vrsta je prvi puta opisana kao Thea sinensis L..
Uzgaja se zbog poznatog napitka koji ima stimulativna i ljekovita svojstva, a poznat je, ovisno o podvrsti kao kineski i indijski čaj.  Stoljećima se smatralo da crni i zeleni čajevi potječu iz različitih biljaka. U stvari potječu od iste vrste, ali crni čaj je fermentiran.

## Podvrste
- Camellia sinensis var. assamica (J.W.Mast.) Kitam.
- Camellia sinensis var. dehungensis (Hung T.Chang, H.S.Wang & B.H.Chen) T.L.Ming
- Camellia sinensis var. pubilimba Hung T.Chang

## Slike
- grm kineskog čajevca
- listovi kineskog čajevca
- cvijet kineskog čajevca
- plod kineskog čajevca